# Tal Ilan
Tal Ilan, née le 24 janvier 1956 à Lahav (Israël), est une historienne israélienne, spécialiste de l'histoire des femmes dans le judaïsme, également lexicographe. Elle est particulièrement connue pour avoir publié le Lexicon of Jewish Names in Late Antiquity.

## Biographie
Elle est née dans un kibboutz du Néguev et a fait son doctorat à l’Université hébraïque de Jérusalem, avec une thèse sur les femmes juives en Palestine pendant la période hellénistique romaine (332 av. J.-C. - 200 apr. J.-C.).
Après sa thèse, elle a enseigné au département d’histoire du peuple juif à l’université de Jérusalem, puis est devenue professeur d'études juives à l'université libre de Berlin en 2003. Elle a donné des conférences et a été chercheuse dans les universités de Francfort, d'Oldenburg, d'Harvard, à Yale, au Séminaire théologique juif, à l'université Ben Gourion, au Trinity College d'Oxford et au Leo Baeck College.
Elle s'intéresse aux questions de genre dans la Bible, la littérature hellénistique et la littérature rabbinique, mais elle est surtout connue pour son travail sur les noms juifs dans l'Antiquité tardive, qui a donné lieu au Lexicon of Jewish Names in Late Antiquity en quatre volumes. Cet ouvrage essentiel présente une liste exhaustive des noms associés aux Juifs dans l'Antiquité tardive, et explore leur étymologie et leur répartition.
Son ouvrage A Collection of Texts on Jews and Judaism on Perishable Material from Egypt: 330 BCE-700 CE, écrit en collaboration avec Noah Hacham, corrige, met à jour et publie des preuves de la présence des Juifs en Égypte depuis la période hellénistique jusqu'à la conquête arabe.
Elle apparaît dans divers documentaires en tant qu'experte de l'histoire juive.
Elle parle couramment l'hébreu, l'anglais et l'allemand. Elle est mariée et a deux fils. Elle se décrit comme une juive laïque et athée.